# 경주 서악동 삼층석탑
경주 서악동 삼층석탑(慶州 西岳洞 三層石塔)은 대한민국 경상북도 경주시 서악동에 있는 남북국 시대 신라의 삼층석탑이다. 1963년 1월 21일 대한민국의 보물 제65호로 지정되었다.

## 개요
통일신라시대 모전탑 계열에 속하는 탑으로, 무열왕릉 동북쪽 비탈진 곳에 서 있다. 모전탑은 전탑(전탑:흙으로 구운 벽돌로 쌓은 탑)을 모방한 것으로, 돌을 벽돌 모양으로 다듬어 쌓아 올린 것을 이른다.
기단(基壇)은 주사위 모양의 커다란 돌덩이 8개를 2단으로 쌓은 독특한 형태로 이루어져 있다. 기단 윗면에 1층 몸돌을 받치기 위한 1장의 평평한 돌이 끼워져 있는데, 남산리 석탑에 3단의 층급이 있는 것에 비하면 간략화된 것이다. 탑신부(塔身部)는 몸돌과 지붕돌이 각각 1장의 돌로 되어 있고, 1층 몸돌에는 큼직한 네모꼴 감실(龕室:불상을 모시는 방)을 얇게 파서 문을 표시하였다. 문의 좌우에는 1구씩의 인왕상(仁王像)이 문을 향해 조각되어 있다. 지붕돌은 하나의 돌에 밑받침과 윗면의 층급을 표시하였으며, 처마는 평행을 이루고 있다.
이 탑은 독특한 기단 형식으로 미루어 보아 경주 남산동 동ㆍ서 삼층석탑(보물 제124호)을 모방한 것으로 여겨진다. 그러나 남산리동삼층석탑이 기단 위에 3단의 층급을 둔 것에 비해 여기서는 1장의 돌로 이루어진 생략된 형식을 하고 있어 통일신라 후기의 퇴화되는 과정에서 성립된 석탑으로 추측된다. 각 층의 몸돌에 비하여 지붕돌이 커서 균형이 맞지 않고 둔중한 느낌을 준다.

## 같이 보기
- 삼층석탑

## 참고 자료
- 경주 서악동 삼층석탑 - 국가유산청 국가유산포털